# Finale der Fußball-Weltmeisterschaft 2014

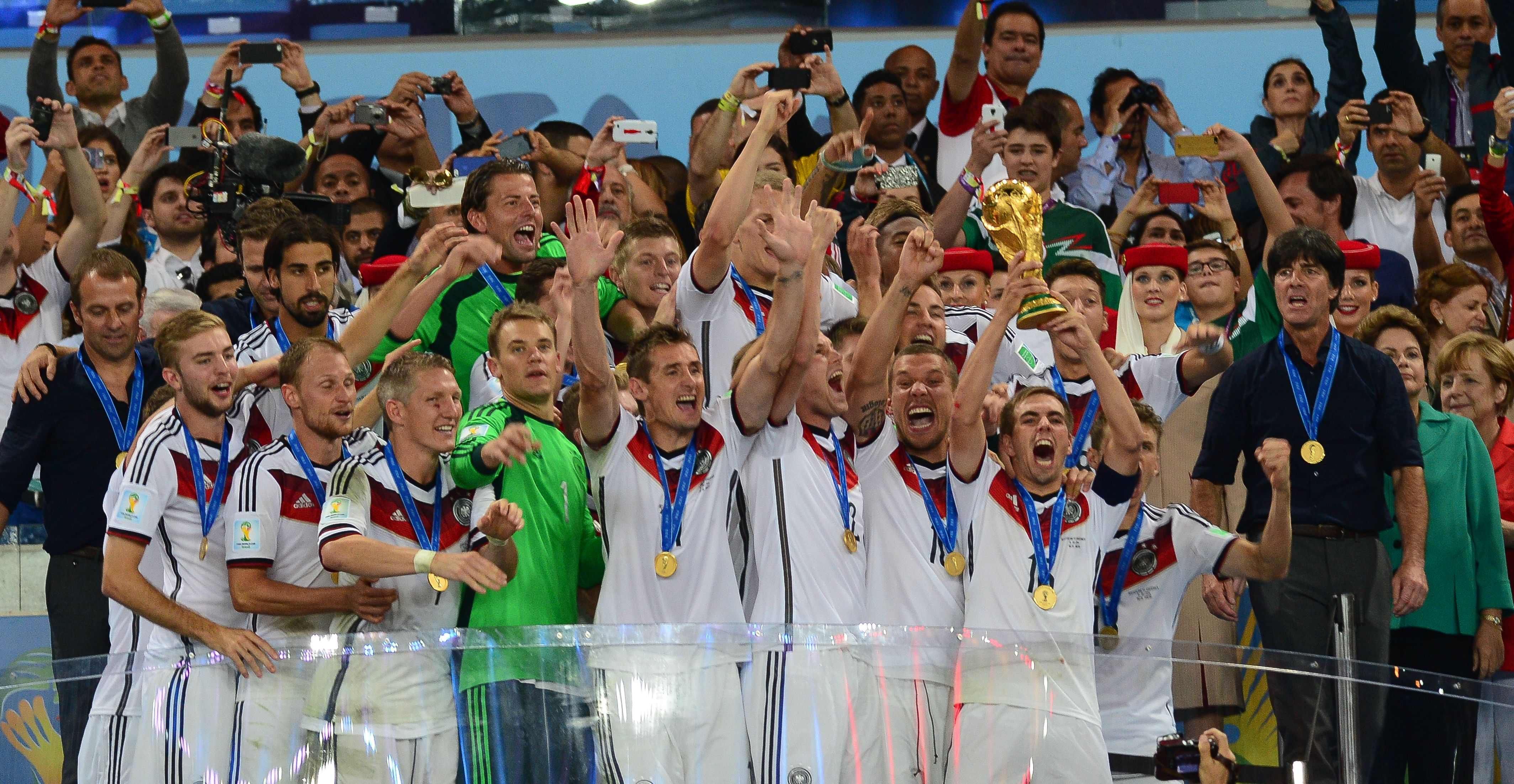
Die deutsche Nationalmannschaft bei der Siegerehrung nach dem WM-Finale 2014

Das Fußball-WM-Finale 2014 zwischen Deutschland und Argentinien war das Endspiel der Fußball-Weltmeisterschaft 2014 in Brasilien und fand am 13. Juli 2014 im Maracanã-Stadion in Rio de Janeiro statt. In diesem Spiel besiegte Deutschland die Mannschaft aus Argentinien durch ein Tor von Mario Götze mit 1:0 nach Verlängerung und errang hierdurch seinen vierten WM-Titel. Es war das dritte Aufeinandertreffen beider Nationen in einem Finale einer Fußball-Weltmeisterschaft, nachdem die Argentinier 1986 und die Deutschen 1990 gewonnen hatten, und der erste Titelgewinn einer europäischen Fußballnationalmannschaft auf dem amerikanischen Kontinent.

## Vorgeschichte

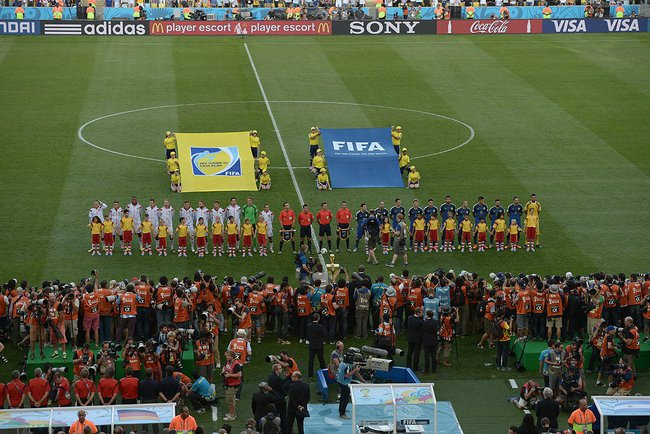
Die deutsche (links) und die argentinische Nationalmannschaft vor Spielbeginn

Das WM-Finale war das 21. Länderspiel zwischen dem bis dahin dreimaligen Weltmeister Deutschland und dem zweifachen Titelträger Argentinien. In den 20 Spielen zuvor war Deutschland sechs Mal und Argentinien neun Mal als Sieger hervorgegangen, fünf Partien hatten unentschieden geendet. In der Bilanz von WM-Spielen beider Teams gegeneinander lag Deutschland mit vier Siegen, einem Unentschieden und einer Niederlage vorn. Die letzte Begegnung vor dem WM-Finale hatte Argentinien im Freundschaftsspiel am 15. August 2012 in Frankfurt mit 3:1 für sich entschieden.
Beide Mannschaften hatten die Gruppenphase der WM 2014 als Sieger ihrer jeweiligen Gruppe beendet. Die deutsche Mannschaft hatte sich mit zwei Siegen und einem Unentschieden durchgesetzt. Argentinien blieb mit drei Siegen ohne Punktverlust. Im Achtelfinale bezwang Deutschland Algerien mit 2:1 n. V., Argentinien besiegte die Schweiz mit 1:0 n. V. Im Viertelfinale setzte sich Deutschland gegen Frankreich mit 1:0 durch, während Argentinien Belgien ebenfalls mit 1:0 besiegte. Im Halbfinale erreichte die deutsche Mannschaft gegen den WM-Gastgeber Brasilien mit 7:1 einen Kantersieg, während Argentinien die Niederlande nach torlosen 120 Spielminuten im Elfmeterschießen mit 4:2 besiegte.
Deutschland zog bei seiner 18. Endrundenteilnahme zum achten Mal in das Endspiel einer Weltmeisterschaft ein, für Argentinien war es das fünfte Finale bei 16 Endrundenteilnahmen. Deutschland stand zuletzt 2002, Argentinien 1990 in einem WM-Finale. Beide Mannschaften trafen nach 1986 und 1990 zum dritten Mal in einem WM-Endspiel aufeinander, so oft wie bis dahin keine anderen bei Fußballweltmeisterschaften.
Bundestrainer Joachim Löw sprach vor dem Spiel von einem „Duell auf Augenhöhe“, zeigte sich aber dennoch optimistisch zu den Erfolgsaussichten: „Wenn wir unsere Qualität durchbringen können, dann werden wir dieses Spiel gewinnen.“ Argentiniens Nationaltrainer Alejandro Sabella warnte im Vorfeld vor einem „mächtigen Rivalen“ und forderte von seinen Spielern „Demut und Opferbereitschaft“.
Bei Argentinien saß Ángel Di María wegen einer Muskelverletzung, die er sich im Viertelfinale gegen Belgien zugezogen hatte, nur auf der Ersatzbank. Davon abgesehen stand der argentinischen Mannschaft der komplette WM-Kader zur Verfügung. Bei der deutschen Mannschaft hatte sich Sami Khedira in der Aufwärmphase vor Spielbeginn eine Wadenverletzung zugezogen und wurde deshalb in der Startelf durch Christoph Kramer ersetzt. Neben Khedira fiel auch Shkodran Mustafi aus, der sich im Achtelfinalspiel gegen Algerien verletzt hatte.

## Spielverlauf
Das Spiel war ein ausgeglichener, nicht immer hochklassiger und teilweise hart geführter Schlagabtausch. Deutschlands Spielweise war auf Ballbesitz und Spielkontrolle ausgelegt, während Argentinien seine Angriffe zumeist im schnellen Konterspiel vortrug und hierdurch zunächst zu den besseren Torchancen kam. Allein Gonzalo Higuaín ließ in der ersten halben Stunde des Spiels drei Möglichkeiten zum Führungstreffer ungenutzt. Die erste in der vierten Minute verzog er aus spitzem Winkel. In der 21. Minute fing er eine Kopfballrückgabe von Toni Kroos ab, schoss jedoch, unbedrängt und nur Torwart Manuel Neuer vor sich, den Ball links am deutschen Tor vorbei. In der 30. Minute traf Higuaín dann aus kurzer Distanz nach Zuspiel von Ezequiel Lavezzi. Dieser Treffer wurde jedoch wegen der Abseitsposition des Schützen nicht gewertet. Christoph Kramer war zuvor in der 17. Minute mit Ezequiel Garay im argentinischen Strafraum zusammengeprallt. Dass er dabei eine Gehirnerschütterung inklusive Gedächtnisverlust erlitten hatte, wurde klar, als er den Schiedsrichter Nicola Rizzoli fragte, ob er sich im WM-Endspiel befinde. Daraufhin wurde er in der 31. Minute durch André Schürrle ersetzt. In der 36. Minute schoss Schürrle nach Zuspiel von Thomas Müller per Direktabnahme aufs Tor. Der argentinische Schlussmann Sergio Romero konnte den Schuss abwehren; ein Treffer hätte überdies wegen der Abseitsposition Mesut Özils, der Romero die Sicht verdeckte, nicht gezählt. Im Gegenzug hatte Lionel Messi in der 40. Minute Neuer bereits überwunden, Jérôme Boateng konnte aber den Rückpass auf Lavezzi klären. Zum Ende der ersten Halbzeit vergab Benedikt Höwedes die bis dahin beste deutsche Chance, als er nach einer Ecke von Kroos mit einem Kopfball nur den rechten Pfosten traf.
Zu Beginn der zweiten Halbzeit kam zur Verstärkung der argentinischen Offensive Sergio Agüero für Lavezzi ins Spiel, während die deutsche Mannschaft zunächst auf weitere Wechsel verzichtete. Messi verfehlte in der 47. Minute das deutsche Tor, als sein Schuss knapp am rechten Pfosten vorbeistreifte. Ein hartes Einsteigen von Neuer in der 56. Minute gegen Higuaín an der deutschen Strafraumgrenze wurde vom Schiedsrichter Rizzoli nicht geahndet. Danach war die Partie überwiegend von spielerischen Ungenauigkeiten und Ballverlusten auf beiden Seiten gekennzeichnet. In der 80. Minute verzog Kroos den Ball nach einem Rückpass von Mesut Özil rechts neben das argentinische Tor. Miroslav Klose, der im Halbfinale zum WM-Rekordtorschützen avanciert war, wurde in der 88. Minute ausgewechselt. Für ihn kam Mario Götze, der in der Nachspielzeit bei einem Schussversuch aus zentraler Position in rund 20 Metern Entfernung zum Tor den Ball nicht richtig traf, so dass Romero diesen problemlos aufnehmen konnte. Damit blieb es beim torlosen Unentschieden zum Ende der regulären Spielzeit.
In der ersten Minute der Verlängerung parierte Romero einen Schuss von Schürrle aus kurzer Distanz. Sechs Minuten später platzierte der für Higuaín eingewechselte Rodrigo Palacio einen von Mats Hummels unterlaufenen Ball frei vor Neuer als Lupfer links neben das deutsche Tor. In der zweiten Hälfte der Verlängerung erlitt Bastian Schweinsteiger in der 108. Spielminute bei einem Zweikampf mit Agüero durch einen Faustschlag eine blutende Platzwunde unter dem rechten Auge. Der seit der 65. Minute mit einer gelben Karte vorbelastete Argentinier entging einem Platzverweis; Schweinsteiger setzte die Partie fort, nachdem die Wunde von Mannschaftsarzt Hans-Wilhelm Müller-Wohlfahrt am Spielfeldrand geklammert worden war.
In der 113. Minute ging die deutsche Mannschaft in Führung. Nach einem Zuspiel von Toni Kroos von der Mittellinie startete André Schürrle auf der linken deutschen Seite auf Höhe des Mittelkreises einen Vorstoß zur Grundlinie der argentinischen Spielfeldhälfte. Bedrängt von Javier Mascherano und Pablo Zabaleta schlug er seitlich des argentinischen Strafraums eine Flanke über Martín Demichelis hinweg an das linke Eck des Fünf-Meter-Raums, wohin sich Mario Götze freigelaufen hatte. Götze sprang dem Ball entgegen, nahm ihn mit der Brust an und schoss ihn per Drehschuss mit dem linken Fuß ins lange Eck des argentinischen Tors. Sergio Romero hatte auf einen Schuss in das kurze Eck spekuliert.
Nach dem 1:0 erhöhte Argentinien den Druck auf das deutsche Tor, kam aber nicht mehr zum Ausgleich. Die letzte gute Tormöglichkeit vergab Messi in der dritten Minute der Nachspielzeit der Verlängerung, als er den Ball bei einem Freistoß aus etwa 25 Metern über das deutsche Tor schlenzte. Rizzoli pfiff das Spiel etwa eine Minute später nach einem Foulspiel von Zabaleta an Schweinsteiger ab.
| Deutschland                                                              | Deutschland | Argentinien | Argentinien | Aufstellung                               |
| ------------------------------------------------------------------------ | --- | --- | ----------- | ----------------------------------------- |
| Deutschland                                                              | \| Finale \| \| 13. Juli 2014 um 16:00 Uhr (21:00 Uhr MESZ) in Rio de Janeiro (Maracanã) \| \| Ergebnis: 1:0 n. V. \| \| Zuschauer: 74.738 (ausverkauft) \| \| Schiedsrichter: Nicola Rizzoli ( Italien) 1 \| \| Spielbericht \|                                        | \| Finale \| \| 13. Juli 2014 um 16:00 Uhr (21:00 Uhr MESZ) in Rio de Janeiro (Maracanã) \| \| Ergebnis: 1:0 n. V. \| \| Zuschauer: 74.738 (ausverkauft) \| \| Schiedsrichter: Nicola Rizzoli ( Italien) 1 \| \| Spielbericht \|                                             | Argentinien | Aufstellung Deutschland gegen Argentinien |
| Deutschland                                                              | Manuel Neuer – Philipp Lahm , Jérôme Boateng, Mats Hummels, Benedikt Höwedes – Christoph Kramer (31. André Schürrle), Bastian Schweinsteiger – Thomas Müller, Toni Kroos, Mesut Özil (120. Per Mertesacker) – Miroslav Klose (88. Mario Götze) Cheftrainer: Joachim Löw | Sergio Romero – Pablo Zabaleta, Martín Demichelis, Ezequiel Garay, Marcos Rojo – Enzo Pérez (86. Fernando Gago), Javier Mascherano, Lucas Biglia, Ezequiel Lavezzi (46. Sergio Agüero) – Lionel Messi , Gonzalo Higuaín (78. Rodrigo Palacio) Cheftrainer: Alejandro Sabella | Argentinien | Aufstellung Deutschland gegen Argentinien |
| Deutschland                                                              | 1:0 Götze (113.) | | Argentinien | Aufstellung Deutschland gegen Argentinien |
| Deutschland                                                              | Schweinsteiger (29.), Höwedes (34.) | Mascherano (64.), Agüero (65.) | Argentinien | Aufstellung Deutschland gegen Argentinien |
| Deutschland                                                              | Spieler des Spiels: Götze (Deutschland) | | Argentinien | Aufstellung Deutschland gegen Argentinien |
| Finale                                                                   | | |             |                                           |
| 13. Juli 2014 um 16:00 Uhr (21:00 Uhr MESZ) in Rio de Janeiro (Maracanã) | | |             |                                           |
| Ergebnis: 1:0 n. V.                                                      | | |             |                                           |
| Zuschauer: 74.738 (ausverkauft)                                          | | |             |                                           |
| Schiedsrichter: Nicola Rizzoli ( Italien) 1                              | | |             |                                           |
| Spielbericht                                                             | | |             |                                           |

## Das Spiel in Zahlen

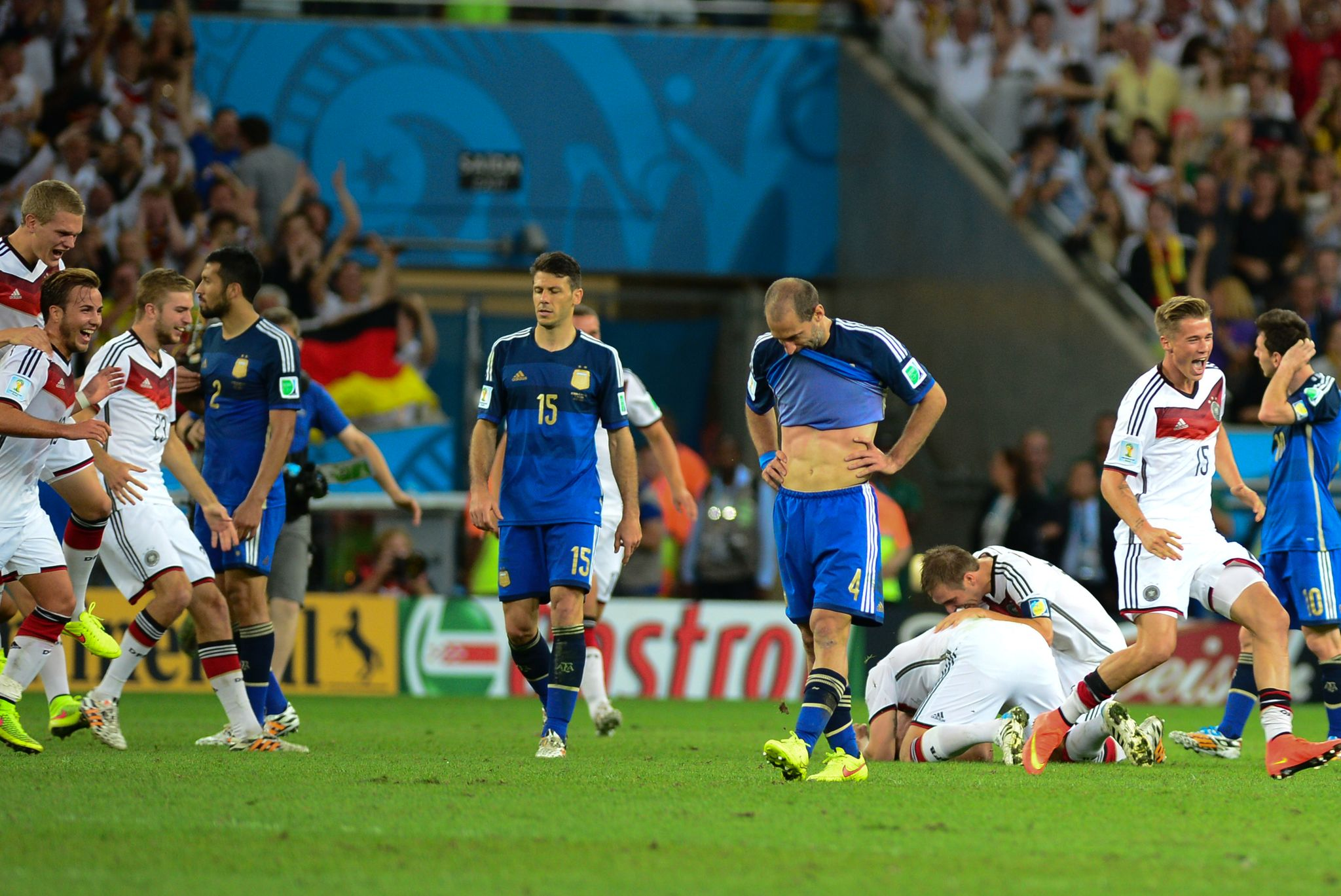
Garay, Demichelis, Zabaleta und Messi (v. l. n. r.) inmitten jubelnder deutscher Spieler nach dem Abpfiff

Mit dem Sieg errang die DFB-Elf ihren ersten WM-Titel außerhalb Europas und als erste europäische Fußballnationalmannschaft einen Titel auf dem amerikanischen Kontinent. Für Deutschland war es der erste WM-Titelgewinn seit der Wiedervereinigung, der erste in der Verlängerung eines WM-Finales und nach der Endspielniederlage 1966 gegen England das zweite WM-Finale, das in der Verlängerung entschieden wurde. Die deutsche Mannschaft war die erste, die zum dritten Mal den seit 1974 verliehenen FIFA-WM-Pokal erringen konnte. Es war nach den Siegen im WM-Finale 1990 und in den beiden Viertelfinalspielen bei den Weltmeisterschaften 2006 und 2010 der vierte deutsche Turnierspielsieg gegen Argentinien hintereinander. Durch den Finalsieg übernahm die deutsche Mannschaft in der FIFA-Weltrangliste mit 1724 Punkten die Tabellenführung vor Argentinien (1606 Punkte) und den Niederlanden (1496 Punkte). In der alternativen Rangliste der World Football Elo Ratings sorgte der Finalsieg dafür, dass Deutschland mit 2223 Punkten die höchste dort jemals ermittelte Punktzahl erreichte.
Deutschland hatte abgesehen vom Ergebnis auch statistisch Feldvorteile gegenüber Argentinien. Die DFB-Elf lag nach FIFA-Angaben bei Torschüssen (7:2) und Eckbällen (5:3) vorn und hatte mit 60 % einen höheren Ballbesitz als die Albiceleste. Die BBC verzeichnete demgegenüber ein Verhältnis von 5:0 Torschüssen und ein Ballbesitzverhältnis von 64:36 % für Deutschland.
Miroslav Klose für Deutschland und Lucas Biglia für Argentinien waren die einzigen im Finale eingesetzten Spieler aus den gegnerischen Nationalmannschaften, die zum Zeitpunkt des Endspiels auf Vereinsebene für denselben Club, konkret für Lazio Rom, tätig waren. Bei Deutschland stellte Bayern München mit sieben Spielern (Neuer, Lahm, Boateng, Schweinsteiger, Müller, Kroos und Götze) und bei Argentinien Manchester City mit drei Spielern (Demichelis, Zabaleta, Agüero) das jeweils größte Spielerkontingent. Bei Deutschland stammten die eingesetzten Spieler von insgesamt sieben (Bayern München, Lazio Rom, Borussia Dortmund, Schalke 04, Borussia Mönchengladbach, FC Chelsea und FC Arsenal), bei Argentinien von zehn Vereinen (Manchester City, Lazio Rom, FC Barcelona, AS Monaco, Benfica Lissabon, Sporting Lissabon, Paris Saint-Germain, SSC Neapel, Inter Mailand und Boca Juniors).
Mario Götze war der erste Einwechselspieler, der in einem WM-Finale das Siegtor erzielte.

## Übertragung im Fernsehen

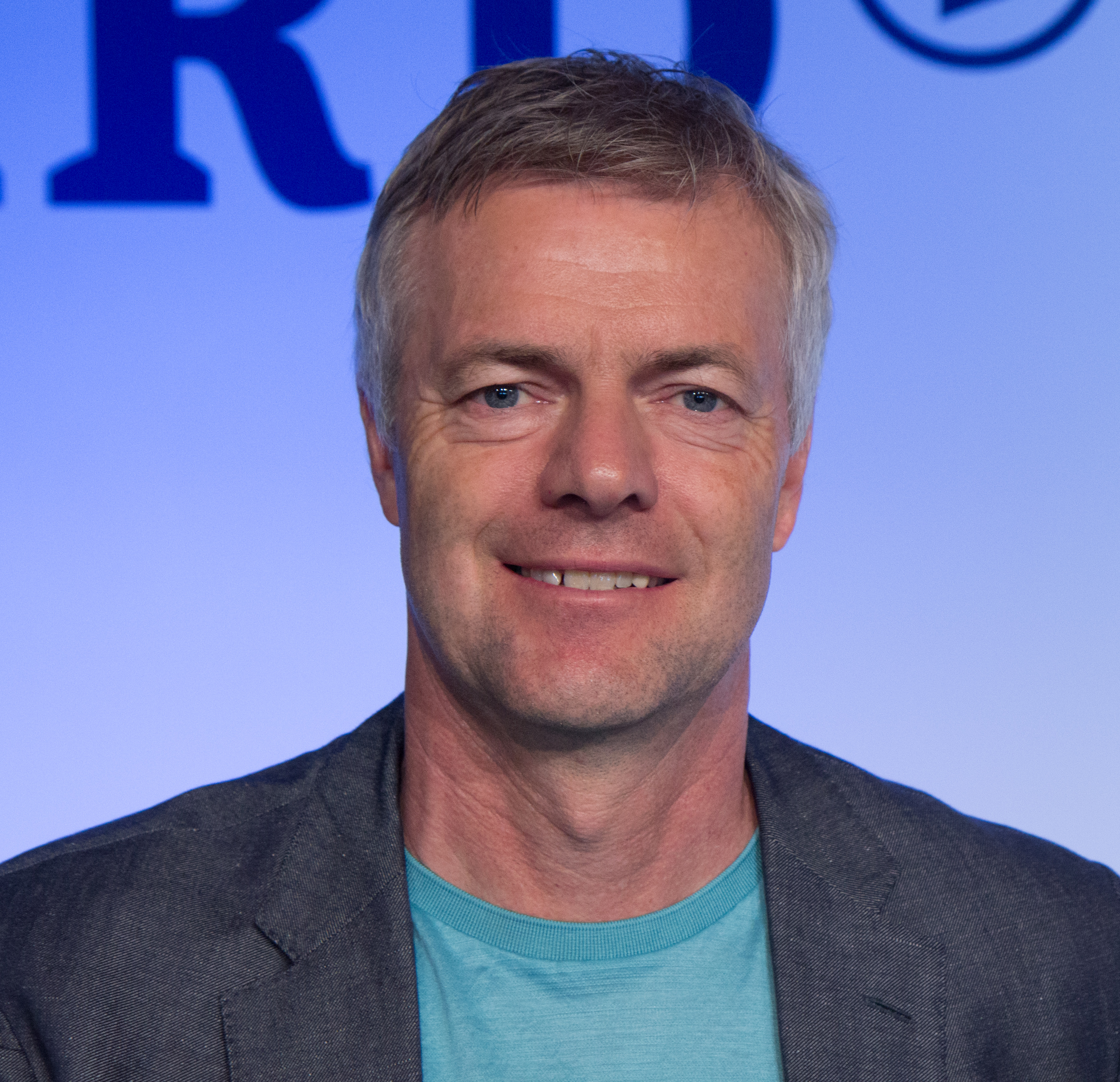
Tom Bartels kommentierte das Finale im Ersten

Die Liveübertragung des Spiels im Ersten mit dem Kommentar von Tom Bartels verfolgten in Deutschland 34,65 Millionen Fernsehzuschauer, womit der fünf Tage zuvor im Halbfinale zwischen Brasilien und Deutschland aufgestellte Rekord von 32,57 Millionen Zuschauern im deutschen Fernsehen gebrochen wurde.
Nachhaltige Bekanntheit erreichte dabei folgender emotionaler Kommentar von Tom Bartels beim Siegtreffer der deutschen Mannschaft:

„Schürrle … Der kommt an. Mach ihn! Mach ihn! Er macht ihn! Mario Götze! … Das ist doch Wahnsinn! … Und da ist gekommen dieser eine Moment für Mario Götze, da ist alles andere egal. Irre! … Der Bundespräsident steht, die Kanzlerin … Das nächste Joker-Tor für Deutschland. Helmut Rahn, Gerd Müller, Andi Brehme, Mario Götze!“

## Reaktionen
280 Millionen Interaktionen von weltweit 88 Millionen Mitgliedern stellten einen neuen Rekord auf Facebook dar. Damit wurde die bisherige Bestmarke im Bereich Sport von 245 Millionen Aktionen beim Super Bowl 2013 übertroffen. Bei Twitter wurde beim Abpfiff mit 618.725 Tweets pro Minute ein neuer Rekord aufgestellt, wenngleich die absolute Anzahl abgegebener Tweets von 32,1 Millionen hinter dem Ergebnis des Halbfinales zwischen Brasilien und Deutschland mit 35,6 Millionen zurückblieb.
Bundestrainer Löw war nach dem Spiel der Überzeugung: „Niemand hat es so sehr verdient wie wir. Wir waren eine verschworene Einheit, die für diesen Titel gekämpft hat.“ Argentiniens Nationaltrainer Sabella meinte: „Es war ein ausgeglichenes Spiel. Wir hatten sehr gute Chancen, waren aber nicht effektiv genug.“
Die FIFA kürte nach Spielende Lionel Messi zum besten Spieler und Manuel Neuer zum besten Torhüter des WM-Turniers und zeichnete sie mit dem Goldenen Ball bzw. dem Goldenen Handschuh aus.
Torschütze Mario Götze und Shkodran Mustafi zeigten während der Siegerehrung demonstrativ das Nationalmannschaftstrikot von Marco Reus, der zum ursprünglichen WM-Kader gehört hatte, jedoch nach einer Verletzung im letzten Testspiel vor der Weltmeisterschaft gegen Armenien durch Mustafi ersetzt werden musste.
Gary Lineker zog in Abwandlung seines bekanntesten Zitats folgendes Fazit zur WM 2014: „64 Spiele, 171 Tore, rund 20 Männer kickten einen Ball über 120 Minuten umher und am Ende – muss ich es Ihnen wirklich sagen – gewannen die Deutschen.“

## Nachwirkungen

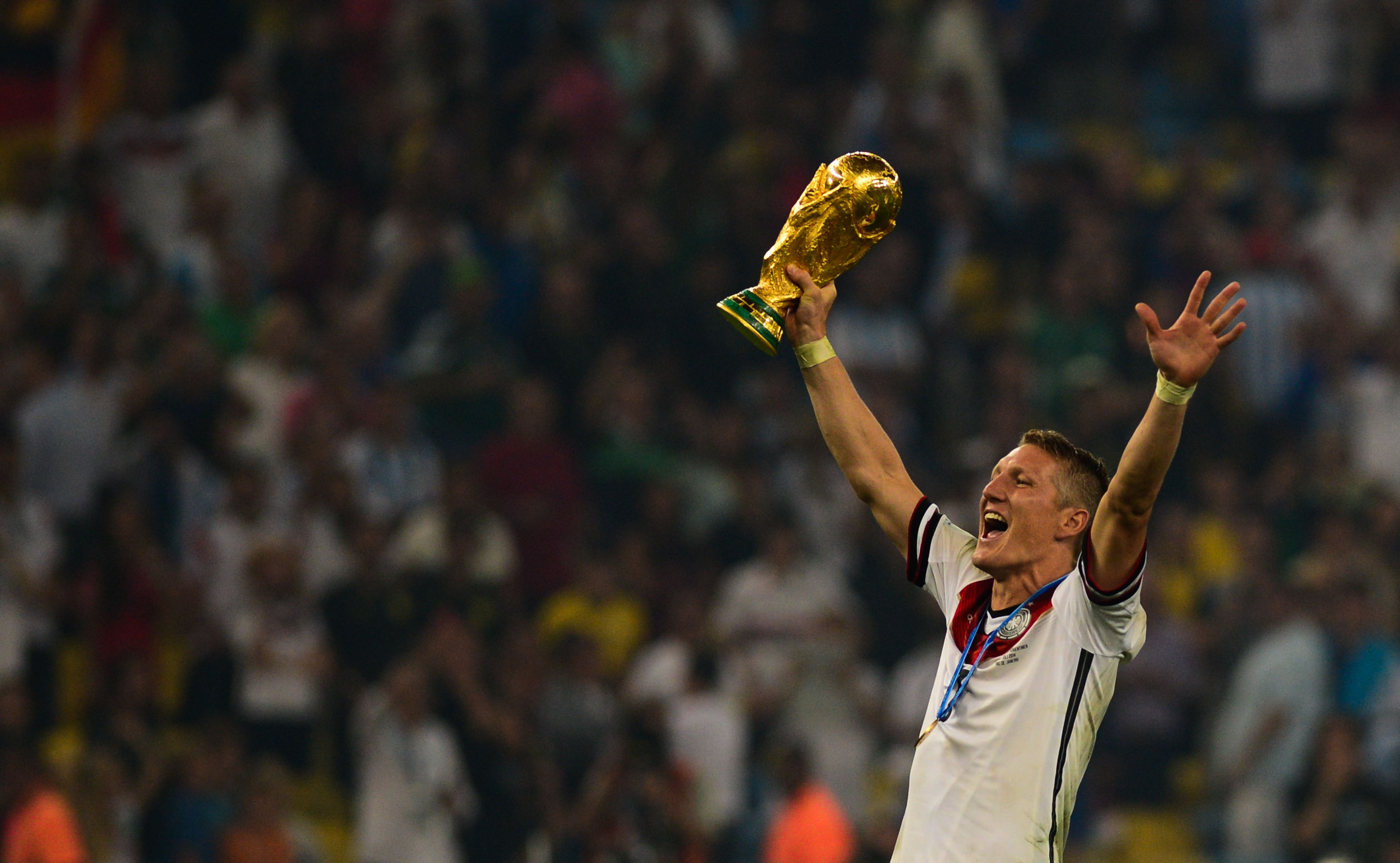
Bastian Schweinsteiger mit dem WM-Pokal nach der Siegerehrung

Zu einem von zahlreichen Medien zum Eklat stilisierten Zwischenfall kam es zwei Tage nach dem Finale bei den Empfangsfeierlichkeiten für die deutsche Mannschaft am Brandenburger Tor in Berlin: Einige der Nationalspieler führten einen mit einer Gesangseinlage unterlegten sogenannten „Gaucho-Tanz“ auf, der in Teilen der Öffentlichkeit als eine geschmacklose bis rassistische Verhöhnung der im Finale unterlegenen Argentinier interpretiert wurde. DFB-Präsident Wolfgang Niersbach und die neben anderen beteiligten Spieler Toni Kroos und Shkodran Mustafi widersprachen dieser Auslegung. Willi Herren und Ikke Hüftgold veröffentlichten das Stück als Partyschlager.
Fünf Tage nach dem Finale erklärte Mannschaftskapitän Philipp Lahm seinen Rücktritt aus der deutschen Nationalmannschaft. Ihm folgten wenige Wochen später Miroslav Klose und Per Mertesacker. Manuel Neuer bzw. Joachim Löw wurden im August 2014 zum Fußballer des Jahres bzw. zum Trainer des Jahres in Deutschland gewählt. Joachim Löw wurde außerdem zum FIFA-Welttrainer des Jahres 2014 gewählt.
Beide Mannschaften trafen in ihrem jeweils ersten Länderspiel nach dem WM-Finale erneut aufeinander. In der Begegnung am 3. September 2014 in Düsseldorf, bei der zahlreiche Spieler aus dem Finale nicht bzw. nicht mehr dabei waren, siegte Argentinien mit 4:2 Toren.
Mario Götzes Siegtreffer wurde zum Tor des Monats Juli 2014, zum Tor des Jahres 2014 und schließlich auch zum Tor des Jahrzehnts der 2010er Jahre gekürt.
Der brasilianische Regisseur Fernando Meirelles nutzte 2019 Ausschnitte des Spiels für seinen Film Die zwei Päpste, indem er in den Schlussszenen den 2013 emeritierten deutschstämmigen Papst Benedikt XVI., gespielt von Anthony Hopkins, und seinen aus Argentinien stammenden Nachfolger Papst Franziskus, dargestellt durch Jonathan Pryce, das Spiel am Fernseher gemeinsam anschauen lässt.